# Atani
Atani – miasto w Nigerii, położone na wschodnim brzegu Nigru w stanie Anambra. Jest jednym z gwałtownie rosnących przedmieść liczącej ponad 1,5 mln mieszkańców aglomeracji Onitshy.
Ośrodek przemysłu spożywczego (ryż, słodkie ziemniaki, skrobiowa mączka maniokowa), rybactwa i handlu żywnością, której większość sprzedawana jest w stanach Delta oraz Anambra. Uważa się, że Atani posiada duże ilości nieodkrytych pokładów ropy naftowej.
Miejscowa ludność otwiera się ku nowoczesności i kultywuje różnokolorową kulturę. Ze względu na to, że więcej ludzi migruje do dużych miast, populacja wzrosła do ok. 230 tys. ludzi. Z Atani wywodzi się prof. Ben Nwabueze, były nigeryjski minister edukacji.